# Ewa Pajor
Ewa Pajor (ur. 3 grudnia 1996 w Uniejowie) – polska piłkarka, występująca na pozycji napastniczki, od sezonu 2024/25 zawodniczka FC Barcelony Femeni. Od 2009 reprezentantka kraju, a od 2013 członkini seniorskiej kadry narodowej (od 2022 jej kapitan).

## Kariera klubowa
Pochodzi z Pęgowa koło Uniejowa. Mając 8 lat rozpoczęła treningi piłkarskie w Orlętach Wielenin, początkowo w drużynie chłopców, a od 12. roku życia – w specjalnie dla niej utworzonym zespole dziewczęcym.

### Medyk Konin
Po ukończeniu Szkoły Podstawowej im. płk. pil. Szczepana Ścibiora w Wieleninie przeniosła się do Konina, zostając zawodniczką tamtejszego Medyka. 14 kwietnia 2012 zadebiutowała w polskiej ekstralidze, wchodząc na boisko w 55. minucie - wygranego 3:0 - meczu przeciwko AZS PSW Biała Podlaska. W debiucie strzeliła dwie bramki, pierwszą dwie minuty po wejściu na boisko. Mając w chwili debiutu 15 lat i 133 dni została najmłodszą piłkarką, która kiedykolwiek zagrała w ekstralidze. Aby móc wystąpić w tym spotkaniu, potrzebne było specjalne pozwolenie od PZPN, gdyż przepisy zezwalały wówczas na grę na najwyższym szczeblu ligowym wyłącznie zawodniczkom, które ukończyły 16. rok życia. W sezonie 2012/13 wraz z Medykiem zdobyła wicemistrzostwo kraju oraz Puchar Polski. W meczu finałowym z Unią Racibórz, wygranym 2:1, strzeliła obie bramki dla swojej drużyny. Sezony 2013/2014 i 2014/2015 okazały się być dla niej jeszcze bardziej udane, gdyż razem z Medykiem Konin dwukrotnie sięgnęła zarówno po mistrzostwo, jak i Puchar Polski. Ostatni mecz w barwach konińskiego zespołu rozegrała w zwycięskim finale Pucharu Polski przeciwko Górnikowi Łęczna (5:0), w którym ustrzeliła hat-tricka. Łącznie dla seniorskiej drużyny Medyka we wszystkich oficjalnych spotkaniach zdobyła 74 bramki, z czego 64 w ekstralidze (w 60 występach).

### VfL Wolfsburg
Po dobrych występach w polskiej lidze zainteresowanie jej pozyskaniem wykazywały Paris Saint-Germain i Chelsea FC, jednak Pajor była zdecydowana na któryś z klubów niemieckich. Sprawdziła się na testach w drużynie ówczesnego hegemona Bundesligi – Turbine Poczdam, jednak ostatecznie zdecydowała się na VfL Wolfsburg, 5 marca 2015 podpisując dwuletni kontrakt, obowiązujący od 25 czerwca 2015. Z uwagi na problemy adaptacyjne, połowę inauguracyjnego sezonu w Niemczech spędziła w II-ligowych rezerwach VfL Wolfsburg. W pierwszym zespole „Wilczyc” zadebiutowała 15 listopada 2015, wygranym 4:0, domowym meczem 8. kolejki z SGS Essen, pojawiając się na boisku w 69. minucie. Z kolei pierwszego gola w Bundeslidze zdobyła 16 maja 2016 w 81. minucie wygranego 5:2 domowego spotkania ostatniej kolejki przeciwko 1. FC Köln (ustalając wynik). Dzięki dobrym występom, w grudniu 2017 r. przedłużyła umowę do 30 czerwca 2020. Gdy w 2020 r. podpisała nowy kontrakt z Wolfsburgiem, znalazła się w nim rekordowa wówczas kwota odstępnego – 1 milion euro. Eksplozja jej talentu nastąpiła w sezonie 2018/19, gdy zdobyła mistrzostwo Niemiec (trzecie z rzędu), Puchar Niemiec (czwarty z rzędu), a także – strzelając 24 gole w 19 meczach – pierwszy tytuł królowej strzelczyń Bundesligi.

### FC Barcelona
W czerwcu 2024 podpisała trzyletni kontrakt z FC Barceloną, stając się zawodniczką tej drużyny od 1 lipca 2024.

## Kariera reprezentacyjna
W latach 2009–2011 była reprezentantką Polski U-15, a w latach 2011–2013 U-17, z którą w czerwcu 2013 r. w szwajcarskim Nyonie wywalczyła złoty medal mistrzostw Europy do lat 17. Po zakończeniu turnieju została wybrana najlepszą zawodniczką mistrzostw, a 9 października 2013 otrzymała nagrodę UEFA Under-17 Golden Player dla najlepszej piłkarki w Europie do lat 17.
W seniorskiej reprezentacji Polski zadebiutowała 20 sierpnia 2013 pod wodzą selekcjonera Wojciecha Basiuka, w towarzyskim meczu z Czeszkami (wygranym 4:1), rozegranym w węgierskim Balatonfüredzie w ramach turnieju Balaton Cup. Pajor pojawiła się na boisku w 75. minucie i już minutę później wywalczyła rzut karny, który na bramkę zamieniła Patrycja Pożerska, a w 84. minucie - po indywidualnej akcji - sama wpisała się na listę strzelczyń.
6 września 2022, strzelając trzy gole Kosowu, stała się najskuteczniejszą strzelczynią w historii reprezentacji Polski, wyprzedzając Martę Otrębską (po tym meczu miała na koncie 51 bramek). 12 lipca 2025 strzeliła swoją pierwszą bramkę na wielkiej imprezie przeciwko Danii w wygranym meczu 3:2 w fazie grupowej EURO 2025.

## Sukcesy

### Reprezentacja Polski
- Mistrzostwo Europy do lat 17 (2013)

### Medyk Konin

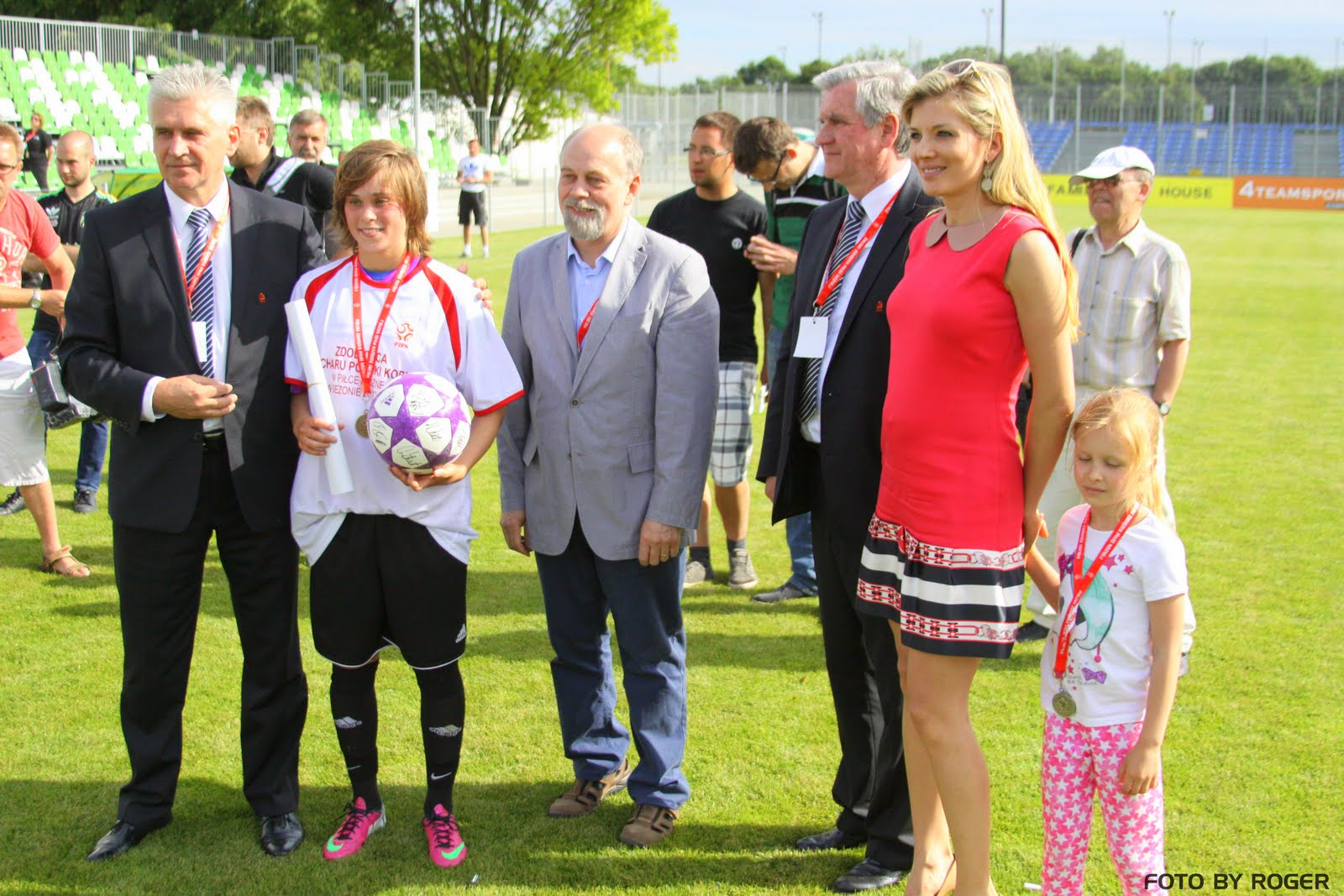
Ewa Pajor jako zawodniczka Medyka Konin po zdobyciu Pucharu Polski w sezonie 2012/2013

- Mistrzostwo Polski (2013/14, 2014/15)
- Puchar Polski (2012/13, 2013/14, 2014/15)

### VfL Wolfsburg
- Mistrzostwo Niemiec (2016/17, 2017/18, 2018/19, 2019/20, 2021/22)
- Puchar Niemiec (2015/16, 2016/17, 2017/18, 2018/19, 2019/20, 2020/21, 2021/22, 2022/23, 2023/24)
- Finał Ligi Mistrzyń (2015/16, 2017/18, 2019/20, 2022/23)

### FC Barcelona
- Mistrzostwo Hiszpanii (2024/25)
- Finał Ligi Mistrzyń (2024/25)

### Indywidualne
- UEFA Under-17 Golden Player w 2013 r.
- Królowa strzelczyń Bundesligi (2018/19, 2023/24)
- Królowa strzelczyń Ligi F (2024/25)
- Królowa strzelczyń Ligi Mistrzyń (2022/23)
- Piłkarka roku 2018, 2019, 2022, 2023 i 2024 w plebiscycie tygodnika „Piłka Nożna”

### Inne
- W 2021 r. polski „Forbes Women” umieścił Ewę Pajor w zestawieniu setki kobiet, które wyróżniły się w 2021 roku[26].